# Jost Schramm
Jost Schramm (* 24. September 1926 in Heidelberg; † 27. Juli 2001 in Pozza di Fassa) war ein deutscher Architekt der Moderne.

## Leben und Ausbildung

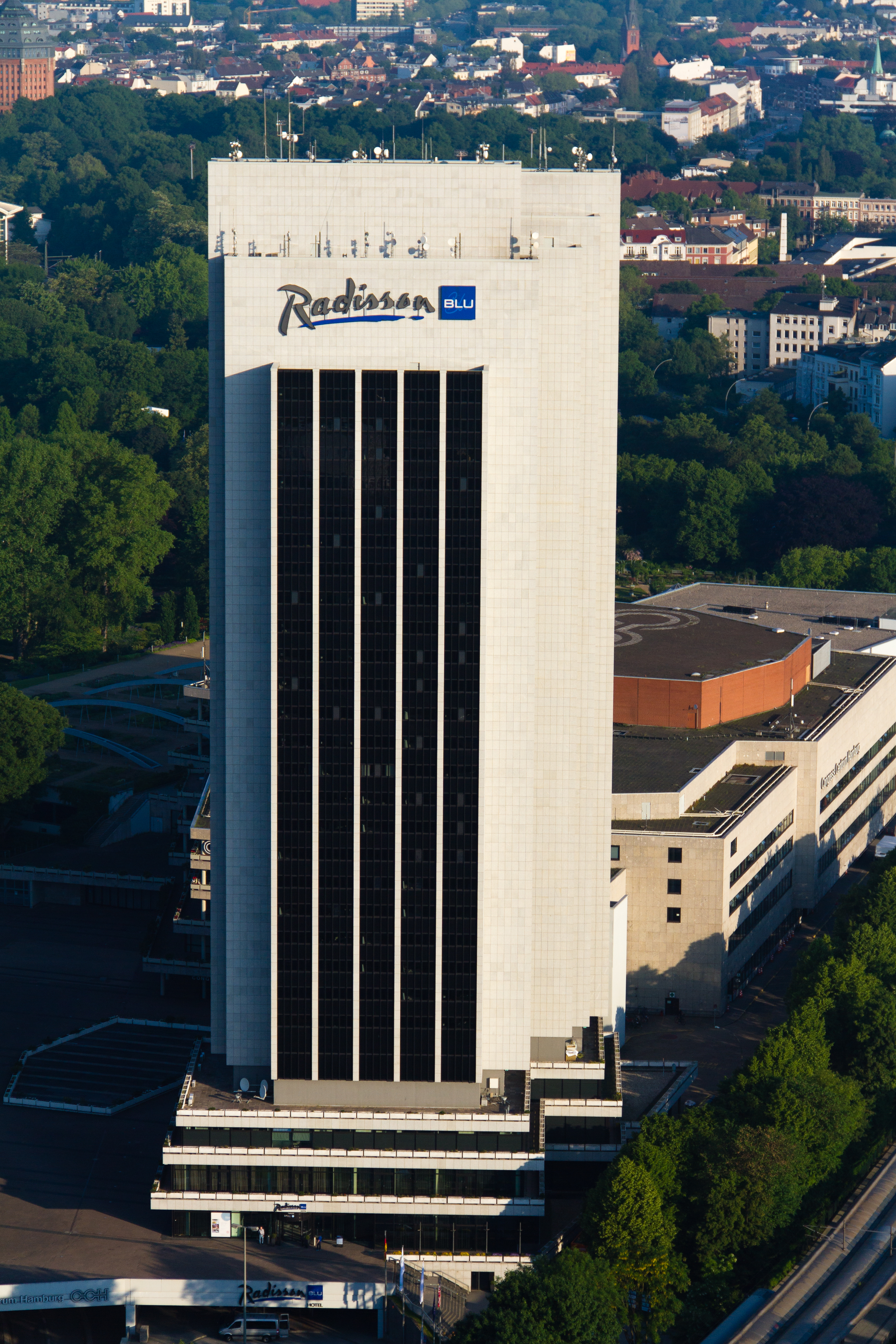
Radisson Blu Hotel in Hamburg

Jost Schramm war der Sohn des Historikers Percy Ernst Schramm und der Landtagsabgeordneten Ehrengard Schramm geborene von Thadden. Zu den Geschwistern seiner Mutter zählten die von den Nationalsozialisten ermordete Widerstandskämpferin Elisabeth von Thadden und der Gründungspräsident des Deutschen Evangelischen Kirchentags Reinold von Thadden. Der Historiker Gottfried Schramm, einige Jahre auch Proktor der Albert-Ludwigs-Universität Freiburg, war sein Bruder.
Jost Schramm besuchte Schulen in Göttingen und Berlin. Während der letzten Phase des Zweiten Weltkriegs leistete er Militärdienst und geriet nach Kriegsende in Kriegsgefangenschaft. Beeinflusst durch seinen Onkel und Architekten Gottfried Schramm begann er 1947 ein Studium der Architektur in Braunschweig bei Friedrich Wilhelm Kraemer. 1949 setzte er das Studium an der Technischen Hochschule Karlsruhe bei Egon Eiermann fort. Mit Kraemer und Eiermann lernte Schramm somit bei den wichtigsten Vertretern der Architektur der Moderne.

## Wirken als Architekt
Nach Abschluss des Studiums nahm er eine Tätigkeit im Architekturbüro Elingius & Schramm an. Das von seinem Onkel und Erich Elingius geleitete Büro bearbeitete zahlreiche Projekte im Rahmen des Wiederaufbaus der Hansestadt nach Ende des Zweiten Weltkriegs. 1953/54 erhielt Schramm mit dem Neubau des Gebäudes der Hamburger Sparkasse am Großen Burstah sein erstes eigenes Projekt. 1956 plante er das Alsen-Haus an der Holzbrücke, 1958 das Hertz-Haus an den Großen Bleichen. Die Entwürfe Schramms mit filigranen Fassaden folgten dem Ideal baukörperlicher Auflockerung und erweiterten das bis dahin eher konservative Profil des Architekturbüros deutlich.
1956 nahm das Büro Jost als Partner auf. Aufgrund der florierenden Baukonjunktur erreicht Schramm früh große berufliche Erfolge. 1965 lösten die Partner das Büro auf, nachdem Gottfried Schramm die Sozietät aus Altersgründen verlassen hatte. Gemeinsam mit Gerd Pempelfort gründete Schramm daraufhin ein neues Büro und widmete sich zunehmend abstrakten Themen, darunter die Vorfertigung und Großraumbüros, darunter die Zentrale von Esso Deutschland in der City-Nord und Wohnungen in Steilshoop, Jenfeld und Billstedt. Das Büro Schramm + Pempelfort gehörte zu den führenden Architekten des Baugeschehens in Hamburg, wobei bei den entworfenen Gebäuden gestalterische Aspekte zumeist in den Hintergrund traten.
Aufgrund mehrerer Großprojekte, darunter das Congress Center Hamburg und das heutige Radisson Blu Hotel nahe dem Bahnhof Dammtor, traten weitere Partner in das Büro an, darunter 1971 Stephan Hupertz, gefolgt von Horst von Bassewitz 1975. Jost Schramm widmete sich in der Folgezeit vermehrt der Verbandsarbeit und wurde 1974 Präsident der Hamburger Architektenkammer und ab 1978 Vizepräsident der Bundesarchitektenkammer. Das Büro expandierte auch in den Folgejahren und nahm Tätigkeiten im gesamten norddeutschen Raum wahr. Schramm verließ das Büro 1993.
Jost Schramm verstarb am 27. Juli 2001 während einer Wanderung in Pozza di Fassa in den Dolomiten.

## Werkauswahl
- 1964: Schwimmbad des Hauses Dörpfeldstraße 33 (zusammen mit Gerd Pempelfort)
- 1966–1968: Hauptverwaltung der Esso AG in der City Nord in Hamburg (zusammen mit Gerd Pempelfort und Herbert Großner)[1]
- 1970–1973: heutiges Radisson Blu Hotel Hamburg neben dem Congress Center Hamburg (zusammen mit Gerd Pempelfort)
- 1971–1973: Gebäude 1 und 2 des Kurt-Körber-Gymnasiums in Hamburg-Billstedt (zusammen mit Gerd Pempelfort)
- 1977–1981: Umbau des Verwaltungsgebäudes von Blohm&Voss, Hermann-Blohm-Straße 2, Hamburg (zusammen mit Gerd Pempelfort)